# 斯蒂爾山 (瑪麗伯德地)

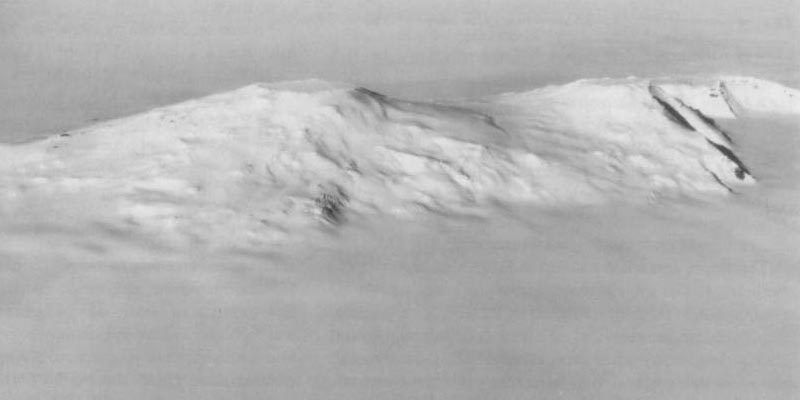

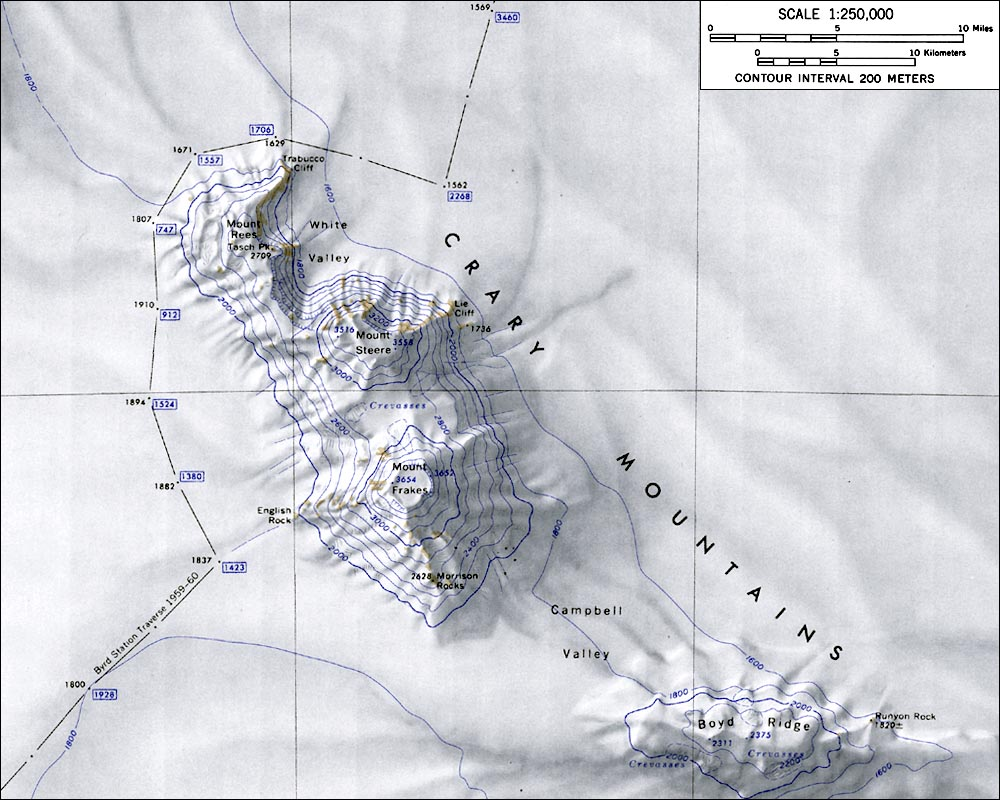

76°42′S 117°48′W / 76.7°S 117.8°W
斯蒂爾山（英語：Mount Steere）是南極洲的山峰，位於瑪麗伯德地，處於弗雷克斯山西北面6.4公里，屬於克拉里山脈的一部分，海拔高度3,558米，美國地質調查局根據測量和該國海軍的空中照片繪入地圖，現時由南極條約體系管理。